# Eva Zetterberg
Eva Zetterberg, född 11 september 1947 i Spånga församling, är en svensk politiker (vänsterpartist) och diplomat, som var ordinarie riksdagsledamot 1991–2002 (även ersättare 1987 och 1990) och andre vice talman 1998–2002. Därefter har hon varit ambassadör i Managua i Nicaragua 2003–2008 och i Santiago de Chile 2009–2014.
Hon blev uppmärksammad i Nicaragua för att i TV ha framfört Sveriges och EU:s kritik mot att två av oppositionspartierna hade olagligförklarats och uttryckt oro för den "demokratiska utvecklingen i landet”. Detta retade den nicaraguanska regeringen och landets vice utrikesminister kallade henne för hondjävul ("diabla").
Hon har även varit ledamot i Sidas styrelse och i Kyrkomötet i Svenska kyrkan samt chef för EU:s valövervakning i Peru. 2015 till 2020 var Zetterberg ordförande i svensk-chilenska kulturinstitutet SCHIK och i kyrkofullmäktige i Maria Magdalena församling i Stockholm sedan 2017.vigselförrättare sedan 2018.
Zetterberg är dotter till Ann-Louise och Åke Zetterberg, pastor primarius i Storkyrkan i Stockholm och tidigare riksdagsledamot, syster till Olle Zetterberg och faster till Hanna Zetterberg.